# Reiner Schneider (Politiker)
Reiner Schneider (* 2. Oktober 1942 in Heukewalde) ist ein deutscher Politiker (CDU).
Schneider besuchte die Grundschule in Heukewalde. Er machte eine Lehre als Elektromechaniker und legte dabei an einer Abendschule das Abitur ab. An der Ingenieurschule Köthen wurde er Ingenieur für Chemieapparatebau, durch ein Studium an der TH Merseburg Diplom-Ingenieur für Verfahrenstechnik.
Schneider arbeitete als Hauptmechaniker in Katzhütte und im VEB Apparatebau Crimmitschau zunächst als Techniker, später als Betriebsdirektor. Nachdem der Volkseigene Betrieb 1990 in eine GmbH umgewandelt wurde, wurde er deren Geschäftsführer.
Schneider, der seit 1972 Mitglied der CDU ist, gehörte deren Stadtvorstand in Crimmitschau sowie dem Bezirkstag in Karl-Marx-Stadt an. 1990 war er Mitglied der letzten Volkskammer und des Deutschen Bundestags.